# MTV Gießen

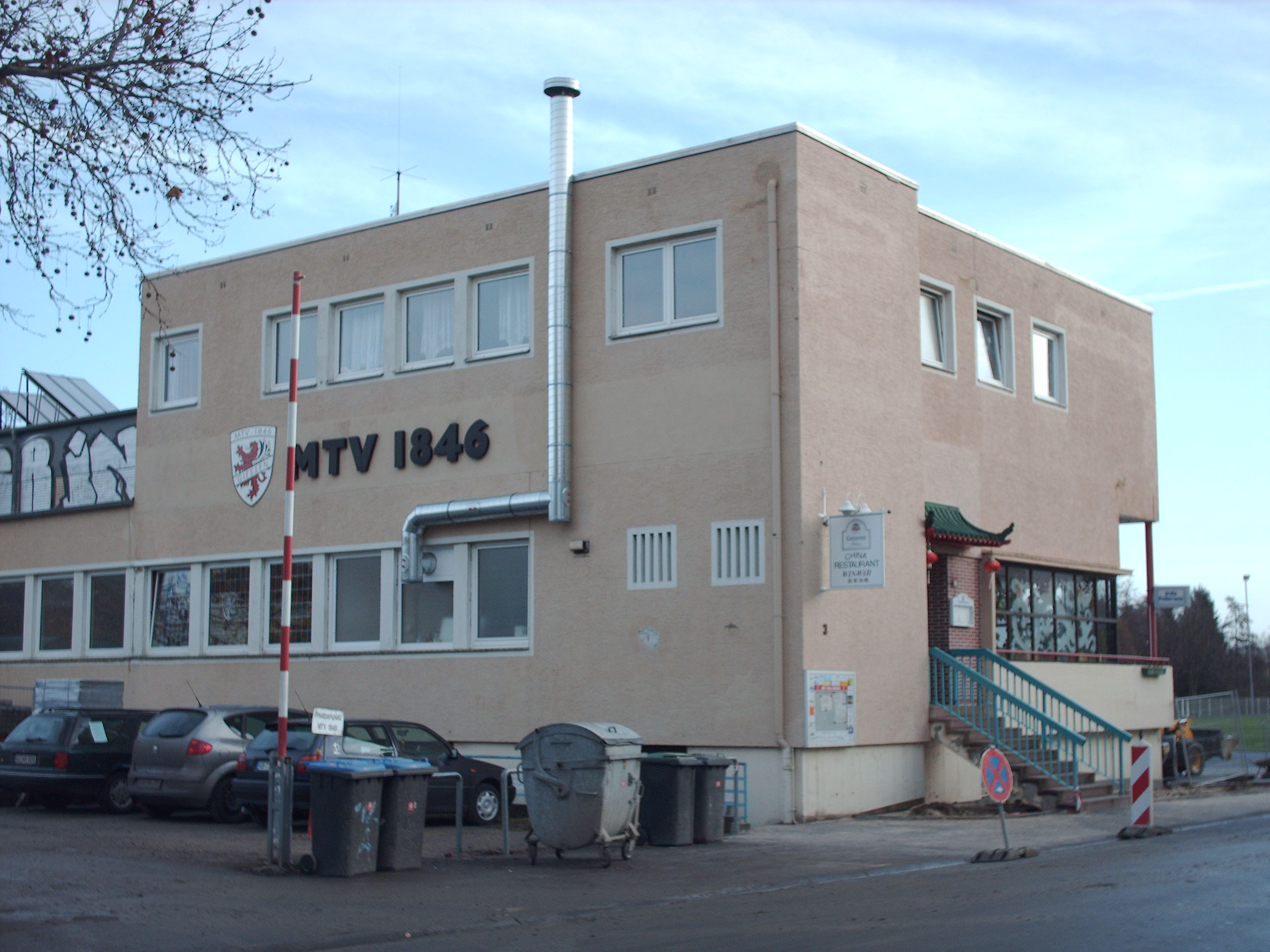
Geschäftsstelle des MTV

Der MTV 1846 Gießen (Männerturnverein C.R. 1846 Gießen) gehört zu den größten Sportvereinen in Hessen und zu den ältesten Sportvereinen Deutschlands. Über 2300 Mitglieder sind in 30 Abteilungen organisiert. In der Basketball-Bundesliga spielt die in eine Kapitalgesellschaft ausgelagerte Profimannschaft der  Gießen 46ers.
Die Sportstätten liegen rund um das Vereinsheim des MTV 1846 Gießen. Der MTV verfügt über zwei Fußballfelder, der nördlichere Platz wurde 2007 komplett saniert und verfügt nun über einen Kunstrasenplatz und Leichtathletik-Anlagen. Die „46ers“ spielen in der Osthalle Gießen, einer umgebauten Schulsporthalle.

## Geschichte
Der heutige MTV 1846 Gießen entstand 1957 durch die Fusion des 1846 gegründeten Turnverein Gießen und des 1855 gegründeten Männer-Turnverein Gießen.

## Abteilungen
Der MTV 1846 Gießen hat derzeit 29 verschiedene Sportsparten. Darunter sind klassische Sparten wie Fußball, Gymnastik, Turnen, Basketball und American Football, Gesundheits- und Freizeitsportangebote sowie Trendsportarten wie Floorball, Roundnet und Quidditch.

### Basketball
Die Basketballabteilung des MTV 1846 Gießen wurde 1937 gegründet. Sie ist damit nach dem VfL 1848 Bad Kreuznach die zweitälteste Basketballabteilung in Deutschland. Die Mannschaft spielte von 1966 bis 2013 ununterbrochen in der höchsten deutschen Liga. Sie wurde in den 1960er und 1970er Jahren vier Mal Deutscher Meister der Herren und dreimal Pokalsieger. Seit 1993 ist die Profimannschaft Gießen 46ers in eine Kapitalgesellschaft ausgelagert. Diese spielt seit 2015/16 wieder in der Basketball-Bundesliga. Der Verein MTV Gießen stellt weiterhin vier Herrenmannschaften sowie Nachwuchsmannschaften.

### American Football
Die Abteilung American Football besteht seit 2000, als die Leihgestern Lightnings sich dem MTV 1846 anschlossen. Die erste Mannschaft spielt unter dem Namen Gießen Golden Dragons. Von 2016 bis 2019 startete die Mannschaft in der German Football League 2, der zweithöchsten deutschen Liga.

### Eishockey
Nach dem Zweiten Weltkrieg entstand eine Eishockeyabteilung im TV 1846 Gießen. In den 1950er Jahren wurde die Mannschaft mehrmals Meister der hessischen Landesliga und spielte um den Aufstieg in die höchste Spielklasse, die Oberliga. Mangels eigener Kunsteisfläche musste dabei gelegentlich nach Bad Nauheim ausgewichen werden. Dies führte schließlich zur Auflösung der Abteilung.